# Мельники (Липоводолинский район)
Ме́льники (укр. Мельники, до 2015 г. — Ме́льниково) — село, Подставский сельский совет, Липоводолинский район, Сумская область, Украина. Код КОАТУУ — 5923284802. Население по переписи 2001 года составляло 165 человек.

## Географическое положение
Село Мельники находится на расстоянии до 2-х км от сёл Великий Лес и Хоменково. По селу протекает пересыхающий ручей с запрудой.
Рядом проходит автомобильная дорога Т-1913.